# لنز دوربین

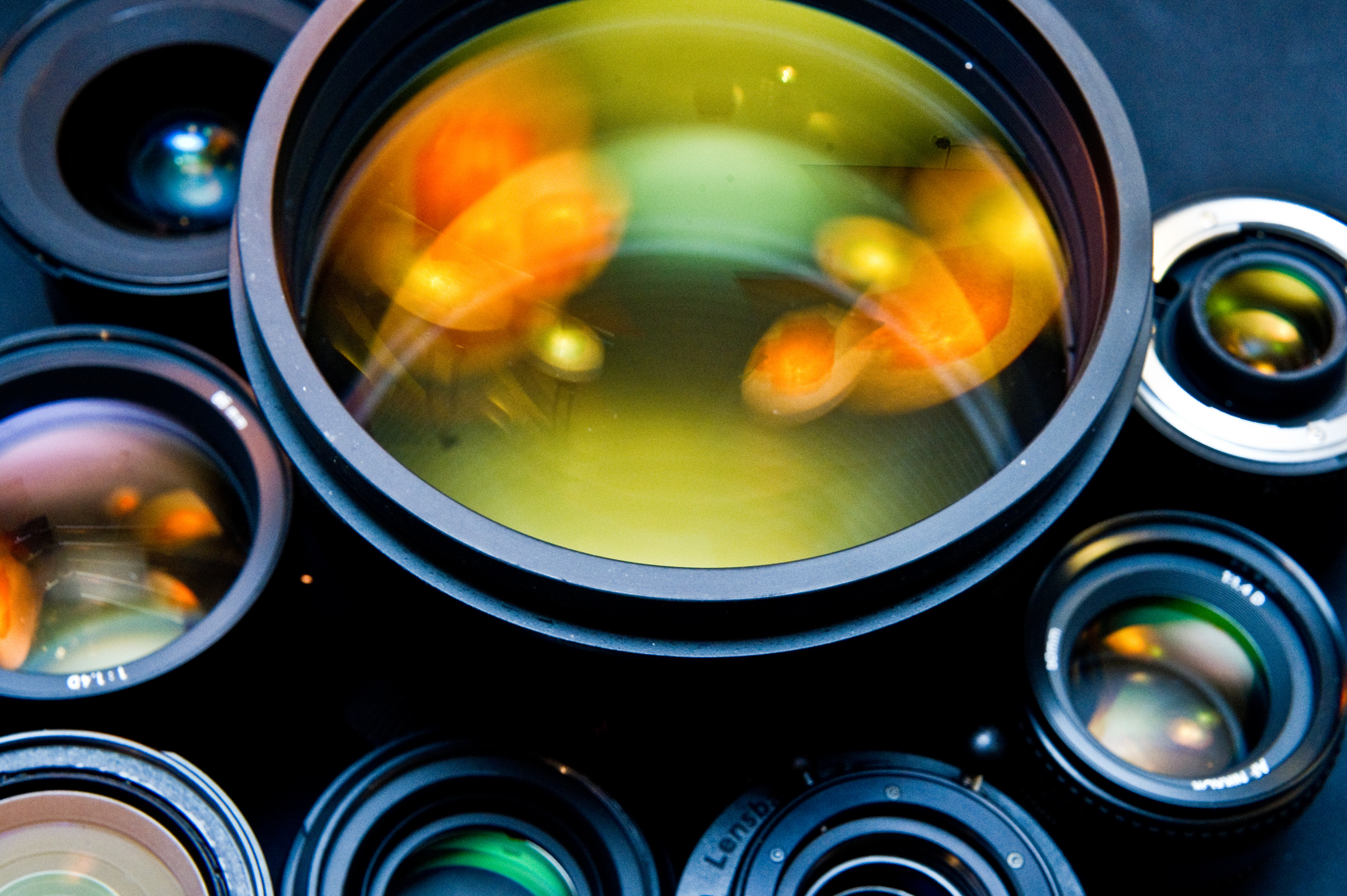
مجموعه‌ای از لنزهای دوربین‌های مختلف.

لنز (به انگلیسی: Camera Lens) استوانه‌ای حاوی مجموعه‌ای از عدسی‌ها است که نور را از خود عبور داده و به درون دوربین هدایت می‌کند و باعث می‌شود که تصویر به صورت واضح بر روی فیلم عکاسی یا گیرندهٔ تصویر منعکس شود. کیفیت عکس، بیش‌تر به لنز بستگی دارد تا دوربین. لنز دوربین‌های کامپکت قابل تعویض نیستند، همچنین لنز برخی دوربین‌های ارزان‌قیمت را نیز نمی‌توان جدا کرد، اما لنز دوربین‌های تک‌لنزی بازتابی (SLR) و بعضی دوربین‌های تک لنزی غیر بازتابی (سری کانتاکس) و دو لنزی غیر بازتابی (سری مامیا) قابل تعویض‌اند؛ عکاسان حرفه‌ای معمولاً چندین لنز با فواصل کانونی متفاوت، که بسته به شرایط موضوع بر روی دوربین نصب می‌شود، استفاده می‌کنند. در دوربین دیجیتال با هربار عوض کردن لنز، مقداری غبار وارد بدنهٔ دوربین می‌شود و روی سنسور می‌نشیند. این مسئله در درازمدت کیفیت تصاویر را کاهش می‌دهد، بنابراین در تعویض لنز باید احتیاط کرد. همچنین هر لنزی را نمی‌توان به هر دوربینی وصل کرد، زیرا پایه‌های کنترلی لنز که برای برقراری ارتباط با سیستم الکترونیکی دوربین بکار می‌روند و همچنین محل اتصال فیزیکی لنز با دوربین، در دوربین‌ها و مدل‌های مختلف تفاوت دارند.
قدرت و کیفیت لنزها به عوامل گوناگونی بستگی دارد که مهم‌ترین آن‌ها فاصلهٔ کانونی و عدد دیافراگم است. فاصلهٔ کانونی، فاصلهٔ بین مرکز اپتیکی لنز تا سنسور می‌باشد. فاصله کانونی برحسب میلی‌متر است و معرف زاویه دید لنز است. هرچه فاصله کانونی لنز کمتر باشد، لنز زاویه دید بازتری دارد و به اصطلاح، لنزی وایدتر است و هرچقدر فاصله کانونی بیش‌تر باشد زاویهٔ دید کوتاه‌تر خواهد بود. برخی از لنزها فاصلهٔ کانونی ثابتی دارند و برخی دیگر متغیرند، لنزهایی که فاصلهٔ کانونی متغیر دارند انعطاف‌پذیری بیش‌تری دارند و عکاس راحت‌تر می‌تواند کادربندی کند. در مقابل لنزهای با فاصلهٔ کانونی ثابت، کیفیت بالاتری دارند.
در دوربین‌های تک‌لنزی بازتابی فیلمی (دوربین‌های ۳۵ میلی‌متری) به دلیل آنکه اندازهٔ فیلم عکاسی ثابت است، رابطهٔ بین فاصلهٔ کانونی و زاویهٔ دید لنزها نیز مشخص است. ولی در دوربین‌های دیجیتال با توجه به اینکه ابعاد سنسور، زاویهٔ دید لنز را تحت تأثیر قرار می‌دهد و هر نوع دوربین ابعاد سنسور ویژهٔ خود را دارد، زاویهٔ دید یک لنز براساس اینکه این لنز روی چه دوربینی با چه ابعاد سنسوری بسته باشد، می‌تواند تغییر کند.>

## ساختار عدسی
عدسی کراون
عدسی کراون یکی از انواع عدسی‌های اپتیکال است که در لنزها و دیگر قطعات اپتیکال استفاده می‌شود. ضریب شکست این عدسی نسبتاً کم است (حدود ۱٫۵۲)، همچنین میزان پراکندگی نور کمی دارد (عدد پراکندگی آن حدود ۶۰ است). عدسی کراون از سیلیکات قلیایی(RCH)که حاوی حدود ۱۰٪ اکسید پتاسیم است ساخته شده همچنین اولین عدسی با کمترین میزان پراکندگی نور است.

## نحوهٔ عملکرد لنز
وظیفهٔ اصلی لنز دوربین تشکیل تصویر است، همه دوربین‌ها (حتی ساده‌ترین آنها) دارای لنزهایی هستند که از چندین عدسی تشکیل شده‌اند. هر یک از این اجزا به رساندن پرتوهای نور، و بازسازی تصویر (تا آنجائی که ممکن است نزدیک به واقعیت باشد) در حسگر دوربین دیجیتال کمک می‌کنند. هدف نهائی به حداقل رساندن ناهنجاری‌های تصویری در حالی که از عناصری با کیفیت حداقل استفاده شود، می‌باشد. خطاهای نوری زمانی ایجاد می‌شود که نقاطی از تصویر زمانی که از اجزای لنز عبور می‌کنند، معادلشان نقاطی که مبین دقیق خصوصیات آن نقاط باشد، نباشد که در نهایت سبب محو شدگی (عدم وضوح) و عدم کنتراست و اختلالات رنگی می‌شود. همچنین امکان کاهش روشنایی و اعوجاج تصویر برای لنزهایی که دارای شرایط نامساعد تابشی باشند، وجود دارد. هر یک از ایرادات، تا حدودی در همه لنزها وجود دارد. نمونه‌ای از امتحان عملکرد لنز سوزاندن کاغذ به وسیلهٔ عدسی در مقابل نور خورشید است به نحوی که عدسی را باید آن قدر حرکت داد تا نور خورشید به صورت نقطه‌ای کوچک بر روی سطح کاغذ درآید که در این حالت بر اثر برخورد پرتوهای نوری به یکدیگر که از عدسی گذشته‌اند گرمای قابل توجه‌ای در محل برخورد به وجود آمده که باعث سوختن کاغذ می‌گردد محل برخورد پرتوهای نوری را نقطه کانونی و حد فاصل عدسی با سطح کاغذ فاصله کانونی گفته می‌شود. در لنزهایی که چندین عدسی مختلف وجود دارد هر عدسی دارای کانون جداگانه‌ای است اما وقتی با هم ترکیب می‌شوند کانون مشترکی پیدا می‌کنند که معمولاً از مرکز لنز تا حدفاصل محل ایجاد تصویر را فاصلهٔ کانونی آن لنز می‌گویند که مقدار آن بر روی حلقهٔ جلوی لنز نوشته می‌شود. 
لنز و عملکرد آن در عکسبرداری مادون قرمز

## اجزای تشکیل دهنده لنز
لنز یک دوربین عکاسی به‌طور کلی از سه قسمت تشکیل شده‌است:
- اجزا نوری
- دیافراگم قابل تغییر
- سیستم اتصال دهنده لنز به دوربین
- شاتر - در لنزهای شاتر برگی (Leaf shutter)

### اجزای نوری لنز
اجزا نوری لنز تعدادی از اجزا مختلفی هستند که همگی داخل یک سیلندر قرار گرفته‌اند و هر کدام وظایف خاصی را در مسیر عبور نور انجام می‌دهند اجزا داخلی تصویر را بزرگ و کوچک فوکوس می‌کنند و همچنین هنگامی که شعاع نور کج شده باشد تصحیح نوری انجام داده و پراکندگی نور را اصلاح می‌کنند. زوم به عقب یا جلو باعث حرکت دادن یک قسمت مشخص از لنز می‌شود که با تغییر فاصله کانونی اندازه تصویر و میدان دید نیز تغییر می‌کند شعاع نور قبل از رسیدن به دوربین به خاطر عبور از عدسی‌ها ی مختلف و پراکندگی به‌طور کامل به دوربین نمی‌رسد و به همین دلیل تا به حال لنزی ساخته نشده‌است که به‌طور کامل نور را به دوربین می‌رسانند لذا مسایل نور پردازی بسیار مهم می‌باشد.

### دیافراگم

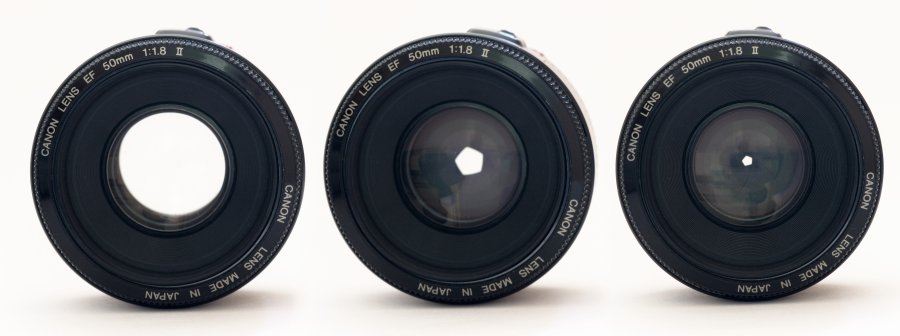
دیافراگم بسته- باز

برای کنترل مقدار نور عبوری از لنز چندین صفحه فلزی کدر به گونه‌ای آرایش یافته‌اند که به وسیله تغییر حلقه تنظیم می‌تواند روزنه مرکزی بین خود را بزرگ و کوچک کنند در کنترل اتوماتیک فرمان باز یا بسته شدن را در یک چشم الکترونیکی صادر می‌کند. عملکرد این قسمت به نحوی است که در روشنی زیاد صفحات فلزی درهم فرو رونده و از شدت نور زیاد جلوگیری می‌کنند وبر عکس در زمانی که نور به حد کافی نباشد بازتر می‌شوند تا تصویر مطلوب فراهم شود اندازه بازشدن دیافراگم مطابق یک سری اعداد که مقدار نور مجاز را تعیین شود F22 تا F1.4 مشخص می‌کند.

### اتصال لنز دوربین
برای اتصال لنز به دوربین نیاز است تا از نگاهدارنده لنز (به انگلیسی: Lens Mount) استفاده شود، انواع مختلفی از این نگاهدارنده‌ای لنز دوربین وجود دارند که نمونه‌هایی از آن‌ها نوع C, CS و Bayonet می‌باشند. نوع C و CS از نظر نحوه عملکرد و قطر مانند یکدیگر هستند و تنها تفاوت آن‌ها فاصله بین سطح خارجی آن و CCD دوربین است که در نوع C برابر ۱۷٫۵۲۶ میلی‌متر و در نوع CS برابر ۱۲٫۵ میلی‌متر است. نوع CS نسبت به مدل C ابعاد کوچکتری دارد اما مهم‌ترین مزیت نوع C را می‌توان در این دانست که بر روی دوربین‌های نوع CS با نصب یک آداپتور اضافی می‌توانند استفاده شوند.
لنز در دوربین های باکس به طور جداگانه تهیه و روی آنها نصب می شود. دوربین باکس یکی از  انواع دوربین مداربسته است که غالبا کاربرد صنعتی دارد. گیره یا نگهدارنده لنز برای این نوع دوربین ها نیز مورد استفاده قرار می گیرد.

### لنز در قطع‌های متخلف

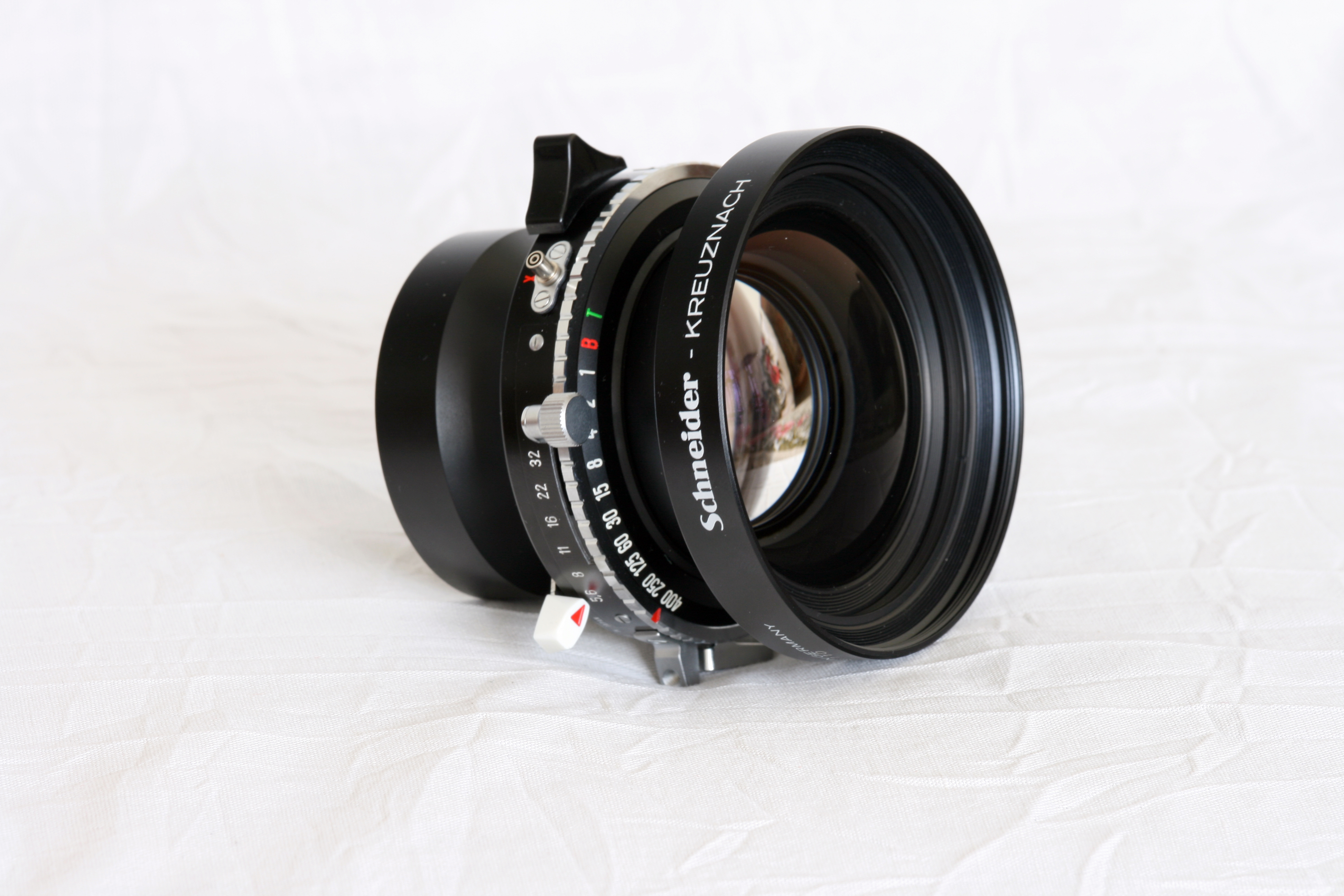
یک لنز شنایدر ۲۱۰ میلی‌متری که لنز نرمال قطع ۱۳*۱۸ در دوربین‌های قطع بزرگ می‌باشد.

## مفهوم اعداد روی لنز
عددهای متفاوتی که روی لنز دوربین نوشته شده‌است. نمونه این اعداد بدین صورت است: f=۶٫۰ ~ 72 mm ۱:۲٫۸~۴٫۸.
بخش اول عبارت به معنی محدوده فاصله کانونی متغیر عدسی زوم است که با حرف f مشخص می‌شود. عدد f هر چه کوچکتر باشد، دهانه دیافراگم گشادتر، دریافت نور بیشتر و کنترل بهتر عمق میدان را سبب می‌شود. در مثال بالا مفهوم اعداد یعنی این که عدسی از نوع زوم با فاصله کانونی ۶ تا ۷۲ میلی‌متر است. هر چه فاصله این دو بیشتر باشد محدوده زوم بیشتر خواهد بود. زوم اپتیکال یک دوربین از تقسیم این دو عدد برهم مشخص می‌شود که در این لنز زوم اپتیکال ۱۲ برابر است. عدد آخر هم نشان می‌دهد حداکثر بازشدن دیافراگم در حالت واید ۲٫۸ و هنگام تله ۴٫۸ است و هر چقدر عدد کمتر باشد دیافراگم بازتر شده و اصطلاحاً گفته می‌شود لنز سریعتر است که معمولاً برای عکاسی در نور کم مناسب می‌باشد.

## فاصله کانونی و زاویه دید
فاصله کانونی (به انگلیسی: Focal length): در سیستم‌های نوری مثل عدسی دوربین‌های عکاسی، به میزان همگرایی (فوکوس) یا واگرایی (دیفیوز) شدن پرتوهای نور گفته می‌شود. هر چه فاصله کانونی، کوتاه‌تر باشد، قدرت و تمرکز نور بیشتر و هر چه فاصله کانونی بلندتر باشد، قدرت و تمرکز نور کمتر می‌شود.
در دوربین های مداربسته فاصله کنونی نیز همین مفهوم را دارد. اما اگر بخواهیم به زبان ساده تر بیان کنیم با بیشتر شدن فاصله کانونی شما تصاویر دورتری را می توانید بینید اما از میزان دید شما در فاصله نزدیک کم می شود. به این ترتیب زاویه دید دوربین مداربسته مطرح می شود. میزان فضایی که توسط دوربین مداربسته می تواند تحت پوشش قرار بگیرد یا ساده تر اینکه فضایی که می توانید با دوربین مشاهده کنید. هر چه زاویه دید باریک تر باشد فواصل دورتر بهتر دیده می شود و هر چه زاویه دید وسیع تر باشد فضای وسیع تری از اطراف دوربین پوشش داده می شود. سوژه ها در فاصله نزدیک بهتر دیده می شوند.

## فیلترها
لنزهای واید دارای فیلتر سر خود

## انواع لنز
لنزها انواع و کاربردهای مختلفی دارند که عمده‌ترین تفاوتشان، فاصلهٔ کانونی آن‌ها است که از این نظر می‌توان لنزها را به سه گروه تقسیم کرد: لنزهای واید، لنزهای نرمال و لنزهای تله.

### لنز نرمال

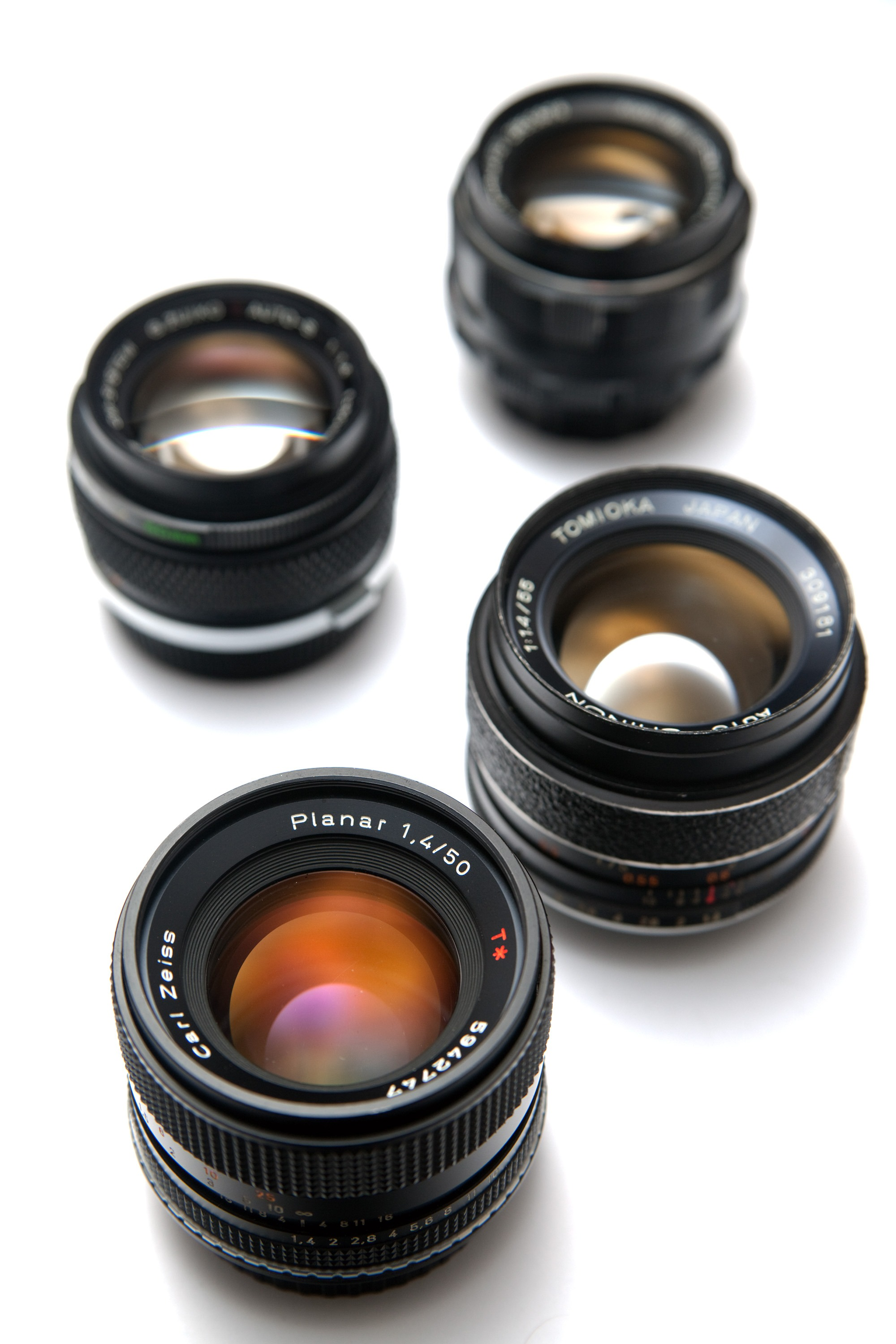
چهار نوع لنز نرمال ۳۵ میلی‌متری

لنز نرمال لنزی است که فاصلهٔ کانونی آن به اندازه قطر فیلم یا سنسور دوربین باشد. لنز نرمال در دوربین‌های ۱۳۵ و فول فریم مترادف با ۵۰ میلی‌متر است. در دوربین‌های APS فاصله کانونی لنز نرمال حدود سی میلمتر در نظر گرفته می‌شود. تصویری که لنز نرمال ایجاد می‌کند تقریباً همان چیزی است که چشم ما می‌بیند، بنابراین از این جنبه هم تصویر آن نرمال است.

### لنز واید
لنز واید به لنزهایی گفته می‌شود که فاصلهٔ کانونی آن‌ها از قطر سطح حساس عکاسی (نگاتیو یا سنسور) کوتاهتر باشد. این لنزها زاویهٔ دید بازی را در اختیار عکاس قرار می‌دهد و از پرمصرف‌ترین لنزها نزد عکاسان هستند و برای عکاسی منظره و عکاسی معماری استفاده می‌شود. از این لنز در مکان‌هایی که امکان عقب رفتن عکاس برای قرار گرفتن تمام سوژه مورد نظر در کادر نباشد کاربرد مناسبی دارد و با استفاده از این لنز می‌توان فضای بیشتری را در عکس جای داد.
زاویهٔ دید این لنزها وسیع‌تر از زاویهٔ دید چشم انسان است در نتیجه این لنزها قادرند محدودهٔ وسیع‌تری از منظرهٔ جلوی دوربین را ثبت کنند. اولین تأثیر آشکار این کار، بازشدن پرسپکتیو ظاهری تصویر و گسترده شدن اجزای آن می‌باشد؛ در این حالت، هرچه فاصلهٔ کانونی لنز کوتاه‌تر شود، اعوجاج تصویر بیشتر می‌شود یعنی تصویر اجسام به صورتی اغراق‌آمیز پهن‌تر می‌شود و فاصلهٔ بین آن‌ها نیز زیادتر از حد معمول به چشم می‌آید، به ویژه اجسام پیش‌زمینهٔ عکس که خیلی بیشتر دستخوش این اعوجاج می‌شوند. از این رو، عکاسان با تجربه برای بدست آوردن عکس‌های طبیعی‌تر با این لنزها، تا جایی که ممکن است پیش‌زمینهٔ تصویر را ساده برمی‌گزینند. البته پرسپکتیو طبیعی همیشه آن چیزی نیست که عکاس بدنبالش باشد. با استفادهٔ خلاقانه از این لنزها می‌توان تصاویر زیبایی به وجود آورد؛ مثلاً این لنزها خطوط موازی ساختمان‌ها را به شدت متقارب و بلند می‌سازند که می‌توان برای شکوه و عظمت بخشیدن به ساختمان‌ها از آن استفاده کرد، همچنین در عکاسی از مناظر طبیعی هم این لنزها طول جاده‌ها را بلندتر و پیج و خم آن‌ها را شدیدتر می‌کنند.
این لنزها بیش‌تر برای عکسبرداری از مناظر، مجالس، تأسیسات صنعتی، آثار باستانی و به‌طور کلی جاهایی که به وسعت میدان دید لنز نیاز است، کارایی بسیار خوبی دارند و استفاده از این لنزها در یک مورد اصلاً مناسب نیست و آن هم عکاسی پرتره‌است، زیرا برای عکاسی با لنزهای زاویهٔ باز، نزدیک شدن بیش از حد به موضوع است که این کار، اعوجاج شدید تصویر را به همراه خواهد داشت. عمق میدان وضوح این لنزها به مراتب بیشتر از سایر لنزهاست، به‌طوری‌که در بسیاری از شرایط تا فاصلهٔ بی‌نهایت لنز (گاه تا ۱۰۰ متر) در وضوح دائمی لنز قرار می‌گیرد.
عدسی‌های واید به دلیل آنکه دارای فاصله‌های کانونی کم هستند، ابزاری مناسب برای ترکیب بندی محسوب می‌شوند. از ویژگی‌های مهم این لنزها در ترکیب بندی می‌توان به ایجاد دقت زیاد بر روی تمامی سطح تصویر و برجستگی بخشیدن ویژه به پیش زمینه اشاره کرد.

#### لنز سوپر واید

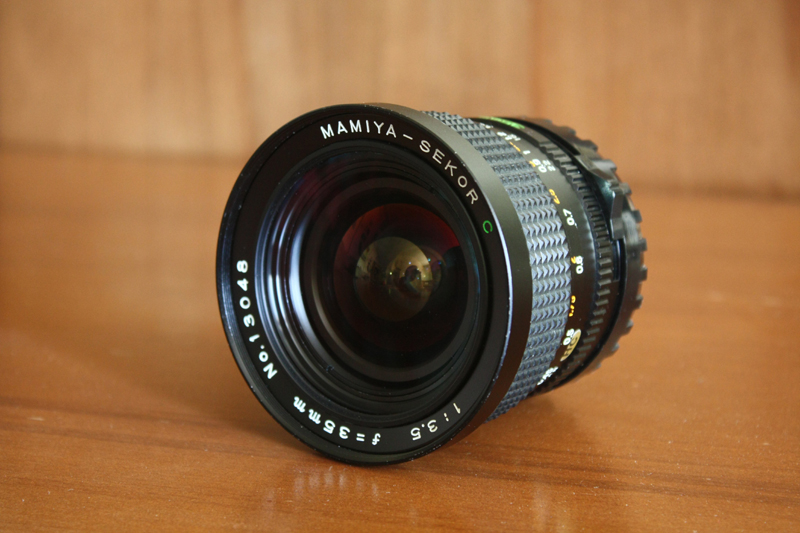
لنز ۳۵ میلی‌متری، لنز سوپر واید در سیستم مامیا ۶۴۵.

لنز سوپر واید به لنزی گفته می‌شود که فاصله کانونی آن از عرض فیلم یا سنسور کوتاه‌تر باشد.
با این اوصاف، اصطلاح لنز سوپر واید نشان دهنده طیف وسیعی از لنزها، نسبت به اندازه سطح حساس عکاسی در دوربین‌های مورد استفاده می‌باشد. یک لنز ۳۵ میلی‌متری در یک دوربین قطع کوچک، جزو لنزهای واید، و لنزی با همان فاصله کانونی در یک دوربین قطع متوسط ۶۴۵ جزو لنزهای سوپر واید و در دوربین قطع متوسط ۶۷، جزو لنزهای چشم ماهی است.

### لنز تله

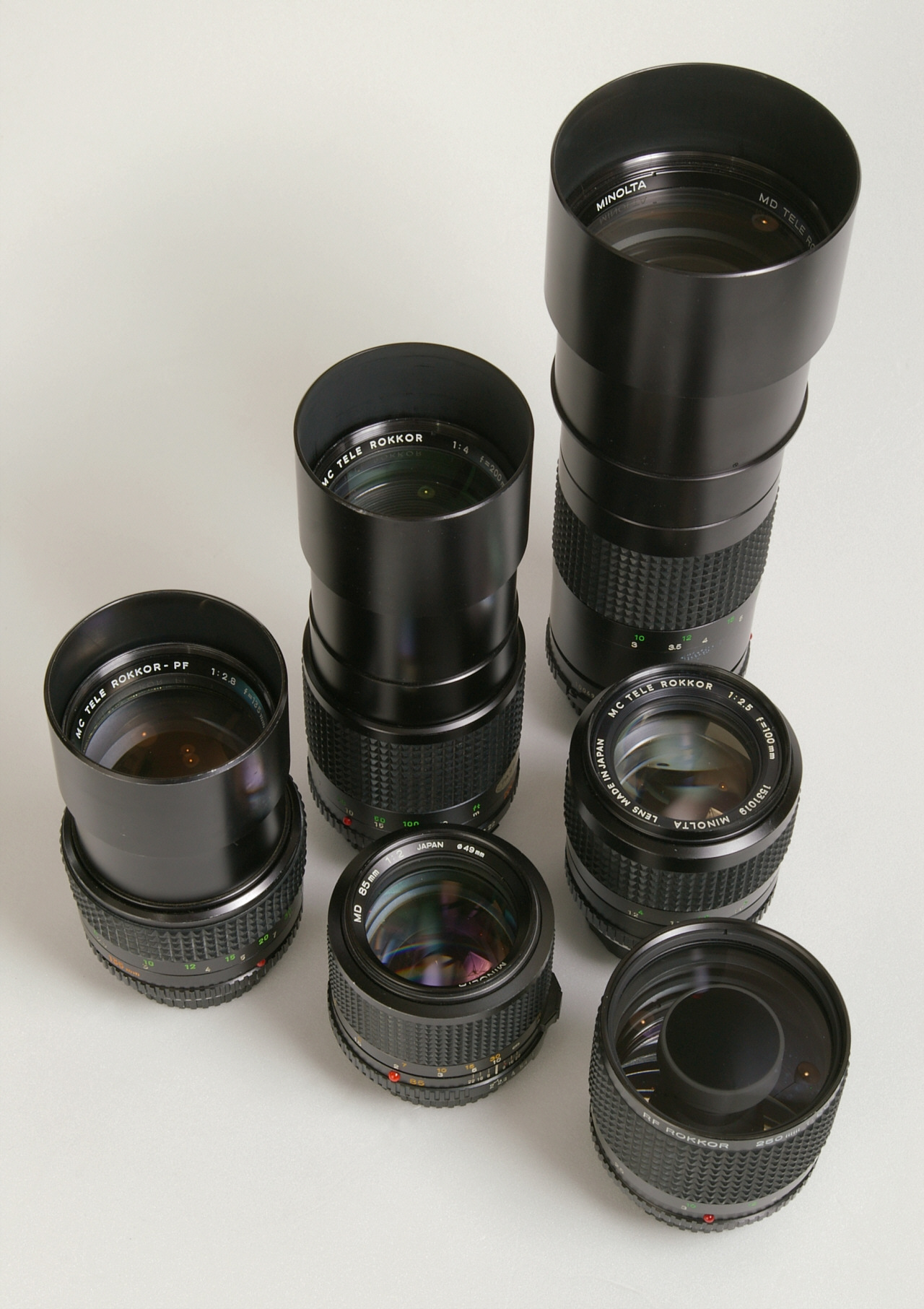
یک مجموعه از لنزهای تله

لنز تله به لنزهایی گفته می‌شود که فاصلهٔ کانونی آن‌ها از قطر تصویری که روی فیلم تشکیل می‌دهند بلندتر است، به عبارت دیگر هر لنزی که فاصلهٔ کانونی آن از فاصلهٔ کانونی لنز نرمال دوربین بلندتر باشد، برای آن دوربین لنز تله محسوب می‌شود.
این لنزها به دو گونهٔ لنز تله کوتاه و لنز تله بلند تقسیم می‌شوند که لنزهای تله کوتاه در محدودهٔ ۸۵ تا ۲۵۰ میلی‌متر و تله‌های بلند از ۳۰۰ تا ۱۰۰۰ میلی‌متر هستند. هر دو گروه این لنزها کاربرد زیادی در عکاسی ورزشی و عکاسی حیات وحش دارند.
زاویهٔ دید لنزهای تله بسته تر از زاویهٔ دید چشم انسان است و میدان دید محدودی دارند و در حقیقت هرچه بزرگ‌تر شوند، محدودیت میدان دید آن‌ها هم بیشتر می‌شود؛ لذا این لنزها فضای بسته تری از صحنهٔ عکسبرداری را روی فیلم می‌کنند. به همین دلیل هم عملکرد این لنزها به گونه‌ای است که پرسپکتیو صحنه را به ظاهر فشرده تر از حد معمول آن می‌سازند. در نتیجه اجزای تصویری که تشکیل می‌دهند به نظر بزرگ‌تر می‌آید و فاصلهٔ بین آن‌ها نیز کمتر از حد معمول می‌شود.
عمق میدان لنزهای تله به مراتب کمتر از عمق میدان سایر لنزهاست، به‌طوری‌که گاهی فقط چند سانتی‌متر از میدان دید جلوی دوربین در محدودهٔ وضوح لنز قرار می‌گیرد. این امر یکی از ویژگی‌های زیبا و خاص لنزهای تله به‌شمار می‌شود، زیرا این تمهید برای برجسته و متمایز کردن موضوع اصلی از محیط اطراف آن یا شاخص کردن قسمتی از جزئیات صحنهٔ عکسبرداری کاربرد بسیار خوبی دارد.
لنزهای تله از نظر مشخصات فیزیکی، سنگین تر و بلندتر از لنزهای نرمال هستند و به همین دلیل هم تله‌های بسیار بلند، جایگاه ویژه‌ای برای نصب تک‌پایه یا سه‌پایه دارند.
لنز تله‌ای که فاصلهٔ کانونی آن دو برابر بیشتر از فاصلهٔ کانونی لنز نرمال باشد، تصویر را دو برابر بزرگ‌تر روی فیلم ثبت می‌کند. به همین نسبت هرچه فاصلهٔ کانونی لنز بلندتر شود، تصویری بزرگتر بدست می‌آید. از اینرو، لنزهای تله قادرند از فواصل نسبتاً دور به خوبی قسمتی از یک صحنه را به تصویر درآورند. لنزهای تله برای عکسبرداری در جاهایی که نباید زیاد به موضوع نزدیک شد، مانند عکاسی ورزشی یا عکاسی حیات وحش، کارایی بسیار خوبی دارند. همچنین از این لنزها در عکاسی پرتره هم استفاده می‌شود.
هرچه فاصلهٔ کانونی لنزهای تله بلندتر شود، حداقل فاصلهٔ ممکن عکسبرداری با آن‌ها نیز زیادتر می‌شود.
لنزهای کاتادیوپتریک (آیینه‌ای)

### لنز زوم
لنز زوم به لنزی گفته می‌شود که دارای فاصله کانونی متغیر باشند. به عنوان مثال از ۲۴ تا ۱۲۰ میلی‌متر یا ۸۰ تا ۲۰۰ میلی‌متر. تنظیم مقدار زوم لنز از طریق حلقه‌ای که بر روی استوانهٔ لنز قرار دارد انجام می‌شود که با چرخاندن آن فاصلهٔ کانونی لنز هم تغییر می‌کند. لنزهای زوم لنزهایی هستند که فاصلهٔ کانونی آن‌ها متغیر است. در ساختمان این لنزها چندین گروه از عدسی‌های مختلف به‌طور شناور بکار رفته‌است که این امر تغییر فاصلهٔ کانونی را امکان‌پذیر می‌سازد. این لنزها را با دو عدد کوتاه‌ترین و بلندترین فاصلهٔ کانونی آن‌ها مشخص می‌کنند، برای نمونه یک لنز زوم ۳۵–۱۳۵ میلی‌متری، امکان استفادهٔ پیوسته از تمام فواصل کانونی بین ۳۵ تا ۱۳۵ میلی‌متری را فراهم می‌کند، بدین ترتیب، یک لنز زوم به تنهایی کار چندین لنز را انجام می‌دهد.

### مبدل‌ها
لنزهای اضافه شونده – بعضی لنزها در قسمت جلو دارای رزوهٔ فیلتر می‌باشند که می‌توان یک عدسی یا لنز کمکی لنز واید یا لنز تله فوتو را همانند یک فیلتر روی لنز استاندارد بست.
در واقع لنز توسط مانت اصلی بر روی بدنه اصلی قرار نمی‌گیرد.

### لنزهای خاص
برخی لنزها، کاربردها و مصارف خاص و ویژه‌ای دارند که برخی از آن‌ها عبارتند از:

#### لنز اصلاح پرسپکتیو

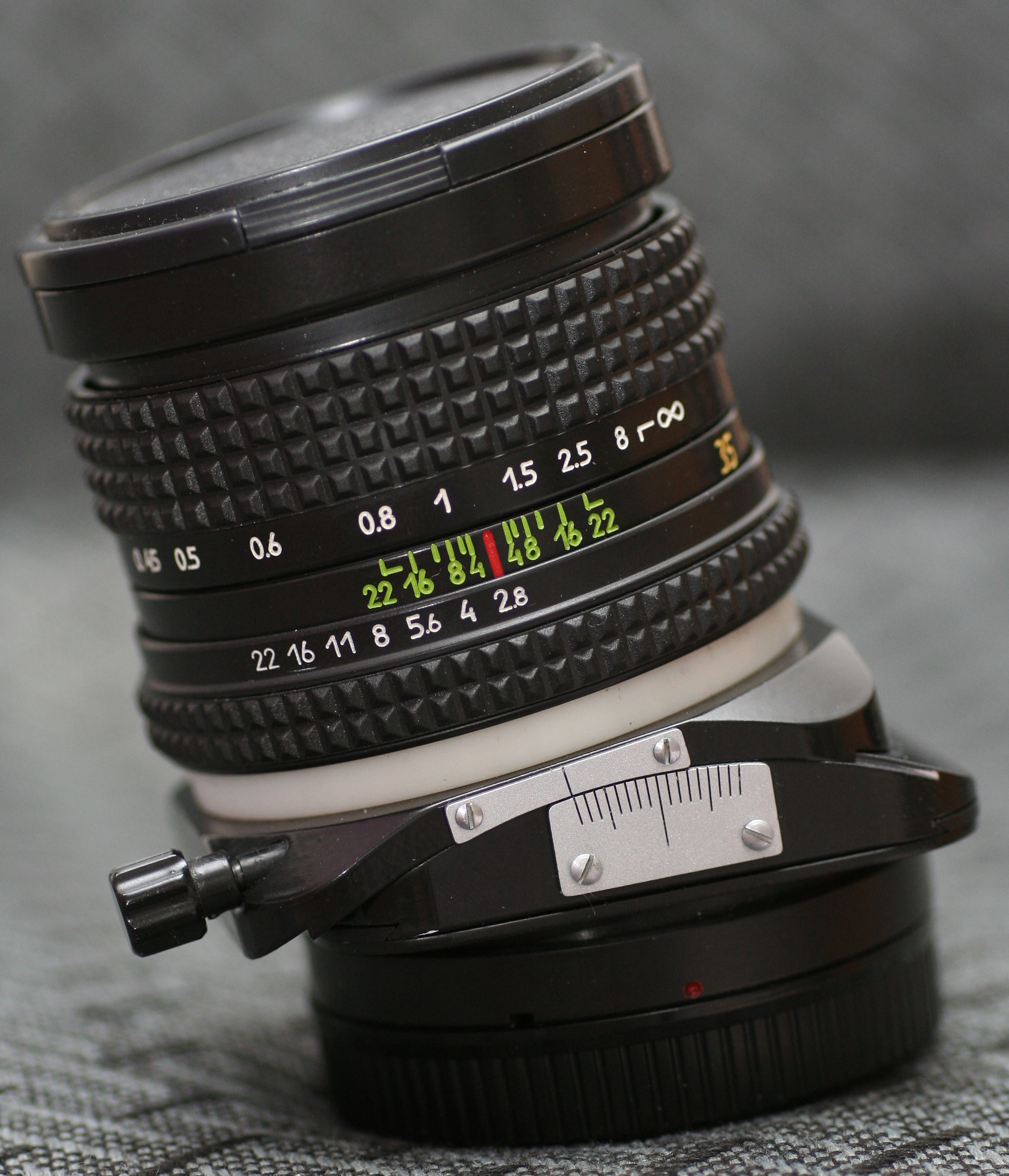
یک لنز ۳۵ میلی‌متری اصلاح پرسپکتیو، شرکت پنتاکس.

لنز تصحیح پرسپکتیو یا لنز PC لنزی است که خطاهای پرسپکتیوی را اصلاح می‌کند و در عکاسی معماری کاربرد دارد.
نمایی که از آثار معماری عکسبرداری می‌شود معمولاً با مرکز اثر زاویه دارد و به همین خاطر پرسپکتیوی ایجاد می‌شود که مطلوب نیست. این لنز قابلیت چرخش به جوانب یا بالا و پایین (Shift, Tilt, Swing, Rise/Fall) یا هردو را دارند.

#### لنز ماکرو
لنز ماکرو لنزی است که علاوه برداشتن همهٔ مشخصات لنزهای معمولی، امکان فوکوس کردن در فاصله‌های کم و قابلیت بزرگنمایی اشیا که برای عکاسی ماکرو لازم است را نیز دارد.

#### لنز چشم ماهی
لنز چشم ماهی (به انگلیسی: Fisheye lens) لنزهایی هستند که حداکثر زاویهٔ دید را به بیننده می‌دهند. معمولاً فاصله کانونی آن‌ها بین ۶ تا ۱۶ میلی‌متر است. دلیل نام‌گذاری این لنزها، شباهت آن‌ها به چشم ماهی و محدب بودن عدسی بیرونی لنز می‌باشد هرچه محدب بودن این عدسی بیشتر باشد زاویهٔ دید، بازتر و انحنای خطوط بیشتر خواهد بود.
عکس حاصل از این لنزها به شکل دایره‌وار می‌باشد که از این لنز برای ایجاد جلوه‌های ویژه تصویری استفاده می‌گردد.

## طرح‌های لنز
برخی از طرح‌های لنزهای اپتیکال قابل توجه عکاسی عبارتند از:
- انگنیوکس رترفکوس
- کوک تریپلت
- دابل-گاوس
- گرز دگر
- لیتز المر
- رپید رکتیلینیر
- زایس سننر
- زایس پلنر
- زایس تسر

برخی از تولیدکنندگان لنز:
- کانن
- فوجی فیلم
- کسینا
- لیک/لیتز
- نیکون
- الیمپوس
- پنتاکس
- ردنستک
- سامیانگ اپتیکس
- شنایدر کروزنچ
- سیگما کورپوریشن
- سونی
- تامرن
- تکینا
- زایس